# سیارک ۳۶۴۵
سیارک ۳۶۴۵ (به انگلیسی: 3645 Fabini، نامگذاری:1981QZ) سه هزار و ششصد و چهل و پنجمین سیارک کشف شده‌است که در ۲۸ اوت ۱۹۸۱ کشف شد.
قدر مطلق سیارک برابر ۱۲٫۱۰ است.